# Glasfusing
Glasfusing er en teknik hvor man smelter to eller flere lag glas i en dertil indrettet ovn. Det er en gammel teknik som allerede blev udført i det gamle Egypten for flere tusind år siden.
Teknikken blev 'genopdaget' midt i 1900-tallet og benyttes både til brugskunst (fade og skåle mm) og som selvstændig kunst.

## Ekstern henvisning
- Glasfusing – Lidt om arbejde med ovnformet glas Arkiveret 29. februar 2012 hos  Wayback Machine

| Håndværk | Spire Denne artikel om håndværk eller håndarbejde er en spire som bør udbygges. Du er velkommen til at hjælpe Wikipedia ved at udvide den. |